# 洛濟夫斯基
48°33′41″N 38°52′56″E / 48.56139°N 38.88222°E
洛濟夫斯基（羅馬化：Lozivskyi）是位於烏克蘭東部的鎮，由盧甘斯克州阿爾切夫斯克區的濟莫希里亞市鎮負責管轄。該鎮始建於1949年，面積3.22平方公里，海拔高度160米，2011年人口5,146，人口密度每平方公里1,598.14人。